# Municipio de Center (condado de Gibson)
El municipio de Center (en inglés: Center Township) es un municipio ubicado en el condado de Gibson en el estado estadounidense de Indiana. En el año 2010 tenía una población de 1341 habitantes y una densidad poblacional de 13,71 personas por km².

## Geografía
El municipio de Center se encuentra ubicado en las coordenadas 38°20′34″N 87°27′17″O / 38.34278, -87.45472. Según la Oficina del Censo de los Estados Unidos, el municipio tiene una superficie total de 97.81 km², de la cual 97,44 km² corresponden a tierra firme y (0,37 %) 0,36 km² es agua.

## Demografía
Según el censo de 2010, había 1341 personas residiendo en el municipio de Center. La densidad de población era de 13,71 hab./km². De los 1341 habitantes, el municipio de Center estaba compuesto por el 98,36 % blancos, el 0,15 % eran afroamericanos, el 0,45 % eran amerindios, el 0,15 % eran asiáticos, el 0,07 % eran de otras razas y el 0,82 % eran de una mezcla de razas. Del total de la población el 0,75 % eran hispanos o latinos de cualquier raza.